# Sigala
Bruce Fielder (28 de novembro de 1992), conhecido profissionalmente como Sigala, é um DJ , produtor musical e remixador de Norfolk, Reino Unido. Ele é mais conhecido por sua canção de estreia, "Easy Love" (2015), que contém amostras de "ABC", do grupo The Jackson 5. O tema se estreou no número 71 na UK Singles Chart em 4 de setembro de 2015 e saltou para o número um na semana seguinte. Sua segunda canção de trabalho, "Sweet Lovin'", alcançou o número 3 na UK Singles Chart. Seu trabalho seguinte, "Say You Do", que apresenta Imani e DJ Fresh, foi lançado em 18 de março de 2016 e alcançou o número 5 na UK Singles Chart.
Suas referências na música eletrônica são Armand van Helden, David Guetta e Tiësto.

## Discografia

### Álbuns de estúdio
| Título                                                                                        | Detalhe do álbum                                                                                     | Posições em paradas músicais | Posições em paradas músicais |
| Título                                                                                        | Detalhe do álbum                                                                                     | UK                           | BEL                          |
| --------------------------------------------------------------------------------------------- | --- | ---------------------------- | ---------------------------- |
| Brighter Days                                                                                 | - Lançamento: 28 de setembro de 2018 - Gravadora: Ministry of Sound - Formatos: CD, download digital | 14                           | 102                          |
| Every Cloud - Silver Linings                                                                  | - Lançamento: 3 de março de 2023 - Gravadora: Ministry of Sound - Formatos: CD, download digital     | 64                           | —                            |
| "—" indica que a gravação não foi incluída nas paradas ou não foi distribuída naquela região. | |                              |                              |

## Singles

### Como artista principal
| Título                                                                                        | Ano  | Posições em paradas músicais | Posições em paradas músicais | Posições em paradas músicais | Posições em paradas músicais | Posições em paradas músicais | Posições em paradas músicais | Posições em paradas músicais | Posições em paradas músicais | Posições em paradas músicais | Certificações                                               | Álbum                        |
| Título                                                                                        | Ano  | UK                           | AUS                          | AUT                          | BEL                          | FRA                          | ALE                          | HOL                          | SUE                          | SUI                          | Certificações                                               | Álbum                        |
| --------------------------------------------------------------------------------------------- | ---- | ---------------------------- | ---------------------------- | ---------------------------- | ---------------------------- | ---------------------------- | ---------------------------- | ---------------------------- | ---------------------------- | ---------------------------- | ----------------------------------------------------------- | ---------------------------- |
| "Easy Love"                                                                                   | 2015 | 1                            | 14                           | 10                           | 3                            | 38                           | 5                            | 2                            | 8                            | 10                           | - BPI: Platina - ARIA: Platina - BVMI: Ouro - RMNZ: Platina | Brighter Days                |
| "Sweet Lovin'" (featuring Bryn Christopher)                                                   | 2015 | 3                            | 11                           | 7                            | 10                           | 115                          | 15                           | 44                           | 29                           | 31                           | - BPI: Platina - ARIA: Platina - BVMI: Ouro - RMNZ: Ouro    | Brighter Days                |
| "Say You Do" (featuring Imani and DJ Fresh)                                                   | 2016 | 5                            | —                            | —                            | 40                           | —                            | —                            | —                            | 76                           | —                            | - BPI: Ouro                                                 | Brighter Days                |
| "Give Me Your Love" (featuring John Newman and Nile Rodgers)                                  | 2016 | 9                            | —                            | 50                           | 1                            | —                            | 55                           | —                            | —                            | —                            | - BPI: Ouro                                                 | Brighter Days                |
| "Ain't Giving Up" (with Craig David)                                                          | 2016 | 23                           | —                            | —                            | 17                           | —                            | —                            | —                            | —                            | —                            | - BPI: Prata                                                | Brighter Days                |
| "Came Here for Love" (with Ella Eyre)                                                         | 2017 | 6                            | —                            | 56                           | 1                            | —                            | 76                           | 58                           | 66                           | 49                           | - BPI: Platina - ARIA: Ouro                                 | Brighter Days                |
| "Lullaby" (with Paloma Faith)                                                                 | 2018 | 6                            | —                            | —                            | 27                           | —                            | 90                           | 32                           | —                            | 52                           | - BPI: Platina                                              | Brighter Days                |
| "Feels Like Home" (with Fuse ODG and Sean Paul featuring Kent Jones)                          | 2018 | 71                           | —                            | —                            | —                            | —                            | —                            | —                            | —                            | —                            |                                                             | Brighter Days                |
| "Just Got Paid" (with Ella Eyre and Meghan Trainor featuring French Montana)                  | 2018 | 11                           | —                            | —                            | 40                           | —                            | —                            | —                            | —                            | —                            | - BPI: Ouro - ARIA: Ouro                                    | Brighter Days                |
| "Wish You Well" (with Becky Hill)                                                             | 2019 | 8                            | —                            | —                            | 13                           | —                            | —                            | —                            | —                            | 64                           | - BPI: Platina                                              | Every Cloud - Silver Linings |
| "We Got Love" (featuring Ella Henderson)                                                      | 2019 | 42                           | —                            | —                            | —                            | —                            | —                            | —                            | —                            | —                            | - BPI: Prata                                                | Non-album single             |
| "Heaven on My Mind" (with Becky Hill)                                                         | 2020 | 14                           | —                            | —                            | —                            | —                            | —                            | —                            | —                            | —                            | - BPI: Prata                                                | Every Cloud - Silver Linings |
| "Lasting Lover" (with James Arthur)                                                           | 2020 | 10                           | 17                           | —                            | 33                           | —                            | —                            | —                            | 94                           | 41                           | - BPI: Ouro - ARIA: Platina - RMNZ: Ouro                    | Every Cloud - Silver Linings |
| "You for Me" (with Rita Ora)                                                                  | 2021 | 23                           | —                            | —                            | —                            | —                            | —                            | —                            | —                            | —                            | - BPI: Prata                                                | Every Cloud - Silver Linings |
| "Melody"                                                                                      | 2022 | 31                           | —                            | —                            | 35                           | —                            | —                            | 28                           | —                            | —                            | - BPI: Prata                                                | Every Cloud - Silver Linings |
| "Stay the Night" (with Talia Mar)                                                             | 2022 | 11                           | —                            | —                            | —                            | —                            | —                            | —                            | —                            | —                            | - BPI: Prata                                                | Every Cloud - Silver Linings |
| "Living Without You" (with David Guetta and Sam Ryder)                                        | 2022 | 48                           | —                            | —                            | —                            | —                            | —                            | —                            | —                            | —                            |                                                             | Every Cloud - Silver Linings |
| "Feels This Good" (with Mae Muller and Caity Baser featuring Stefflon Don)                    | 2023 | 93                           | —                            | —                            | —                            | —                            | —                            | —                            | —                            | —                            |                                                             | Every Cloud - Silver Linings |
| "—" indica que a gravação não foi incluída nas paradas ou não foi distribuída naquela região. |      |                              |                              |                              |                              |                              |                              |                              |                              |                              |                                                             |                              |